# 许小年
许小年（1953年3月27日—）是一位中国经济学家，主要研究宏观经济学、金融学、金融机构与金融市场，过渡经济以及中国经济改革。近年来关注工业物联网相关创新与发展。

## 生平
1953年出生于安徽合肥，祖籍浙江镇海庄市镇。1975年获西安交通大学机电工程学士(此条有误。1975年中国的大学教育还是工农兵学员的时期，基本上没有考试入学之说，也没有学位制度。 )，1981年获得中国人民大学产业经济学硕士学位，1991年获得美国加利福尼亚大学戴维斯分校经济学博士学位。1991～1995年在 美国Amherst College 担任助理教授。现任中欧国际工商学院经济学和金融学教授，孙冶方经济科学奖获得者，2009、2010、2011连续三年被《南方人物周刊》评选为公共知识分子。

## 荣誉
- 1996年荣获中国经济学界最高奖孙冶方经济科学奖
- 2005年度中欧国际工商学院优秀教师奖
- 2006年度中欧国际工商学院优秀教师奖
- 2011年荣获“第一财经金融价值榜”年度财经微博主称号

## 著作
- 《从来就没有救世主》